# Chersotis jordanovi
Chersotis jordanovi är en fjärilsart som beskrevs av Tuleschkov 1951. Chersotis jordanovi ingår i släktet Chersotis och familjen nattflyn. Inga underarter finns listade i Catalogue of Life.